# 京都車掌区

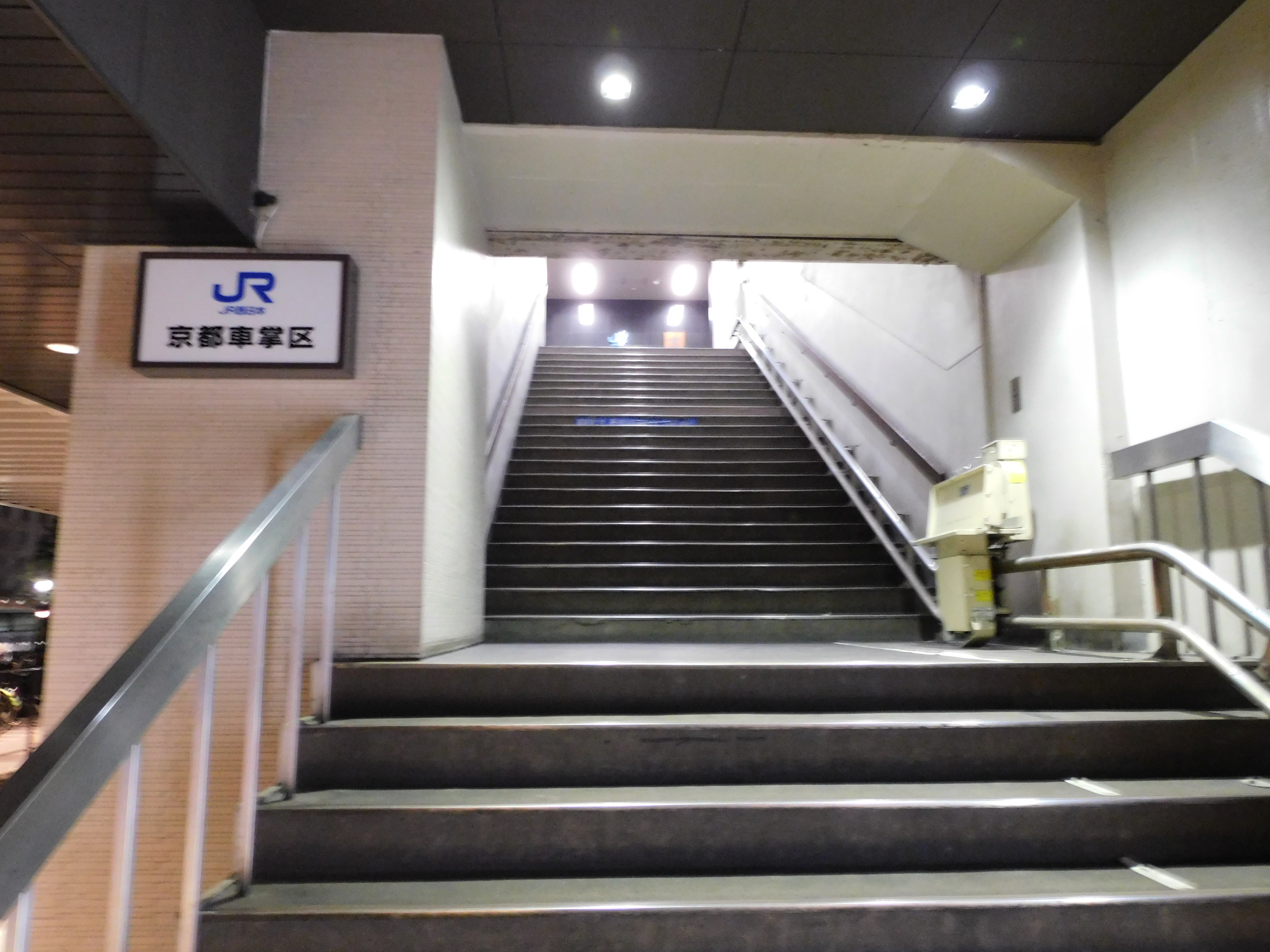
京都車掌区

京都車掌区（きょうとしゃしょうく）は、京都府京都市にある西日本旅客鉄道（JR西日本）近畿統括本部の車掌及び客室乗務員が所属する組織である。2021年現在、所属する車掌は約200人で、うち約70人が女性である。乗務範囲は、琵琶湖線・湖西線・京都線・奈良線・嵯峨野線で、サンダーバードなどの特別急行列車に乗務することもある。
事務所は京都駅にあり、車掌は自らの乗務時刻に合わせて出勤し、点呼を受ける。京都という土地柄のため、外国人旅行者向けに外国語放送をする機会が多い。

## 歴史
- 1990年（平成2年）3月10日：京都車掌区米原支区が米原運転区と統合し、米原列車区が発足[3]。